# Бордуляк Тимотей Гнатович
Тимотей (Тимофі́й) Гна́тович Бордуля́к (2 лютого 1863, Бордуляки, нині Золочівського району Львівської області — 16 жовтня 1936, Великий Ходачків, нині Тернопільського району) — український письменник, священник УГКЦ, просвітянський та громадський діяч.
Літературні псевдоніми: Т. Бондаришин, Т. Ветлина та інші.

## Життєпис

Тимофій Бордуляк

Меморіальна таблиця на церкві в Утіховичах

Народився 2 лютого 1863 року в селі Бордуляки Бродського повіту (Королівство Галичини та Володимирії, Австрійська імперія) у селянській родині Гната та Єви Бордуляків.
Початкову освіту здобув у народній школі в селі Станіславчик, де вчився 6 років, при цьому щодня долав пішки 4 милі густим лісом. Одного разу разом з групою старших хлопців дорогою додому взимку злякались завивання вовка — як наслідок втратив свідомість, впав на край дороги. Тимотея, який захворів, врятували: спочатку за ним саньми приїхав родич, а потім «доморобна лікарка» зі Станіславчика за допомогою зілля, коріння тощо; — але він пропустив один рік навчання.
Згодом навчався в єдиній на той час в Галичині Львівській українській гімназії (серед його вчителів був Григорій Цеглинський, Даміян Гладилович), яку закінчив 1884 року. За спогадами о. Тимотея, навчався у Львівській духовній семінарії (за іншими даними, закінчив богословський факультет Львівського університету). У 1888 році Тимотей Бордуляк закінчив університет, одружився з Антоніною Косович із відомого священичого роду, висвятився на священика, дістав право вчителювати у школі та у липні поїхав на парохію в село Утіховичі Перемишлянського повіту. До парохії входили три села, три церкви й школа. Незважаючи на великий обсяг душпастирської праці, переклав та надрукував в газеті «Діло»
1890 року повість Івана Тургенєва «Годинник» («рос. Часы»). У березні 1890 року о. Тимотей переїхав працювати на парафію в Голгочі, що на Підгаєччині, а оселився з родиною у сусідньому селі Заставці.
Висвячений на священика, був ним, також і вчителем у селах Західної України: Утіховичах Перемишлянського повіту, Заставцях — Підгаєцького, Городищі (нині Зборівського району, Тернопільської області), Великий Ходачків (у 1905—1936 роках) (нині Козівського району, Тернопільської області).
Брав активну участі в діяльності «Просвіти», громадському житті. Організував початкові школи з українською мовою навчання в селах Носівці та Городище. Мав великий авторитет серед простого народу та священства. Був обраний Ординаторським шкільним комісаром, містодеканом Козлівського деканату, радником Митрополичої Консисторії. Під час Голодомору 1932—1933 років у Радянській Україні разом з Іванною Блажкевич організував збір збіжжя на допомогу голодуючим.
Помер о. Тимотей 16 жовтня 1936 року в селі Великий Ходачків на Тернопільщині. Похований у новозбудованому гробівці на цвинтарі в цьому селі.

### Сім'я
Дружина — Антоніна Косович з відомого в Галичині роду священнослужителів (за даними щоденника о. Тимотея, її матір була у шлюбі з парохом Підгайців о. Петром Кузиком.). Подружжя мало 4 дітей — Тит, Наталя, Віктор, Марія. Родина часто відчувала матеріальну скруту, через що доводилося постійно займатися домашнім господарством. Це спричинилося до тривалої перерви в літературній діяльності о. Тимофія.
Внуки Т. Бордуляка:
- Бордуляк Тимофій Вікторович — український громадський та політичний діяч. Голова Дрогобицької міськрайонної організації Товариства «Просвіта» імені Шевченка, член обласної організації Товариства (1990—1992). Член організаційного комітету зі спорудження пам'ятника Тарасові Шевченкові в Дрогобичі (1991). Заступник голови Дрогобицької «Просвіта» (1992—2017). Очолював Координаційну раду Блоку національно-демократичних сил Дрогобиччини та був членом її президії.
- Бордуляк Нестор Вікторович (1938—2019) — громадський діяч, голова стрийської «Просвіти», член СК СР Вигода, член Наглядової ради фонду громад «Рідня». Один з засновників клубу української греко-католицької інтелігенції Стрийщини[7].

## Творчість
Літературну діяльність розпочав у 1887 році, коли віддав декілька своїх творів із зошита «Carmina» професорові Григорію Цеглинському, редакторові журналу «Зоря». Професор надрукував у часописі лише вірш «Русалка», решту відкинув. Також перекладав українською мовою твори Гейне, Тургенєва, Достоєвського тощо. Згодом виступив з власними новелами та оповіданнями. 1899 року у Львові вийшла збірка оповідань письменника «Ближні». Іван Франко переклав польською мовою «Дай, Боже, здоровля корові» і опублікував у журналі «Tydzień». У 1903 році твори письменника друкувалися в часописах «Діло» (Львів), «Подільське слово» (Тернопіль), «Календар Просвіти», «Літературно-науковий вісник», «Товариш» (Чернівці). 1903 року у Києві видано книжку «Оповідання з галицького життя», в якій передруковано більшість творів першої збірки. Після того письменник опублікував у періодичних виданнях ще сім творів («Жура», «Передновок», «Прохор Чиж» та ін.). Збірки оповідань Т. Бордуляка виходили друком частіше на Сході України — Києві, Полтаві, Харкові, Черкасах. 1953 року у Львові було видано збірку «Вибрані оповідання». 1958 року у видавництві «Художественная литература» вийшла збірка «Тимофей Бордуляк. Рассказы».
Творчість Тимотея Бордуляка сповнена гуманізму, любові та пошани до людей, у ній правдиво показано важкі умови життя сільської бідноти та високі моральні якості простих людей («Дай, боже, здоровля корові», «Мати», «Дід Макар»), еміграцію галицьких селян до Америки та поневіряння їх за океаном («Ось куди ми підемо, небого!», «Бузьки», «Іван Бразілієць»). Трагічні події першої світової війни знайшли відображення в новелах «Татари» та «Батюшка Спирідіон».
Письменник підтримував постійні контакти з Іваном Франком, Осипом Маковеєм, Дем'яном Гладиловичем, Іваном Белеєм, Михайлом Коцюбинським, Григорієм Величком, Володимиром Лукичем, Василем Стефаником, Андрієм Чайковським, Богданом Лепким, Василем Щуратом, Іванною Блажкевич, Володимиром Радзикевичем, Осипом Назаруком та іншими.
Творчість Бордуляка високо цінували Іван Франко, Павло Грабовський, Осип Маковей, Леся Українка.

## Твори
- «Дай, боже, здоровля корові»;
- «Мати»;
- «Осінній сонет» (1890);
- «Я чоловік»;
- «Ліс»;
- «Сівач»;
- «З зимових сонетів»;
- «Нетямущий»;
- «Дід Макар»;
- «Самітня нивка» (1902);
- «Ось куди ми підемо, небого»;
- «Бузьки» (аудіокнига; 1902);
- «Для хворого Федя» (1902);
- «Бідний жидок Ратиця»;
- «Іван Бразилієць»;
- «Перший раз»;
- «Перерваний страйк» (1904);
- «Федь Триндик»;
- «Вістка»;
- «Переднівок»;
- «Прохор Чиж»;
- «Ювілянт»;
- «Варочка»;
- «Громадський писар з Прунькова»;
- «Обжинки»;
- «Татари»;
- «Батюшка Спирідіон»;
- «Жебрачка» (1902).

### Збірки оповідань
- Ближні. — Львів, 1899.
- Оповідання з галицького життя. — Київ, 1903.
- Оповідання. — К., 1927.
- Вибрані твори. — К., 1930.
- Вибрані оповідання. — Львів, 1953 (вступ, стаття В. Лесика).
- Твори. — К., 1958 (вступ, стаття О. Засенка).
- Невідомі твори. — Львів: «ПАЇС», 2010. — 428 с. (вступ М. Шалата).
- Бордуляк Т. Г. Твори / Т. Г. Бордуляк / упоряд., передм. та приміт. О. Зосенка. — К.: Дніпро, 1988. — 373 с.

### Переклади
Знав понад 10 мов, серед них — грецьку, латину, російську, польську, німецьку, французьку, італійську, угорську, староєврейську, сирійську та єврейську. Перекладав твори Софокла, А. Данте, Цицерона, І. Тургенєва, Г. Гайне, Г. Сенкевича, Н. Лендау та ін.

## Вшанування
Вулиця у Тернополі. У 1946 році невеличку вулицю Святого Шимона в історичному центрі Львова перейменували на честь Тимотея Бордуляка, але вже 1955 року вуличку приєднали до тодішньої вулиці Ватутіна (нині вулиця Князя Романа).
Значну увагу популяризації творчості свого дідуся надає Бордуляк Тимофій Вікторович. Так, 2004 році в літературно-краєзнавчому часописі «Брідщина» надруковано його статтю «У вінок пам'яті дорогому дідусеві», а 2010 року він видав книжку «Тимотей Бордуляк. Невідомі твори», до якої увійшла його стаття «Священик і письменник — о. Тимотей Бордуляк».
Наприкінці березня 2016 року у с. Великий Ходачків на Тернопільщині відкрито кімнату-музей Тимотея Бордуляка. На відкриття музею приїхали й онуки письменника із своїми сім'ями — Тимофій та Нестор Бордуляки. Вони поділилися своїми спогадами про дідуся Тимотея. 2016 року в селі Бордуляки на церкві, в якій о. Тимотей відправив свою першу службу, встановлено меморіальну таблицю.